# Max Neugebauer (Pädagoge)
Max Neugebauer (* 8. September 1900 in Barzdorf, Österreichisch-Schlesien; † 9. März 1971 in Korneuburg) war ein österreichischer Pädagoge, Volksbildner und Politiker (SPÖ).

## Leben
Neugebauer besuchte die Lehrerbildungsanstalt in Troppau und nahm 1921 eine Stelle als Lehrer in Niederösterreich an. Er promovierte nach seinem Studium der Philosophie und Geschichte 1939 an der Universität Wien.
Von 1945 bis 1966 war Max Neugebauer Abgeordneter zum Nationalrat.
Der Anhänger der Glöckelschen Schulreform versuchte nach 1945 die Wiedereinführung eines geordneten demokratischen Schulwesens. Unter seiner Leitung entstanden die ersten Entwürfe für ein Schulgesetz. Am 1. März 1960 wurde er amtsführender Präsident des Wiener Stadtschulrates. In dieser Funktion propagierte er 1962 erfolgreich die große Schulreform im Parlament. 1964 wurde Max Neugebauer zum Bundesobmann der Kinderfreunde Österreich gewählt.
In Korneuburg wurde die Dr.-Neugebauer-Gasse nach ihm benannt.

## Veröffentlichungen
- Gesellschaft, Staat, Schule, Erziehung. Wie : Verlag des Österreichischen Gewerkschaftsbundes, 1961, 27 S. (Aktuelle Probleme unserer Zeit)
- Die neuen Schulgesetze. Im Anhang der vollständige Gesetzestext. - Wien: Verlag Jungbrunnen, 1962, 140 S.
- Die Wiener Ausführungsgesetze zu den Bundes-Schulgesetzen 1962. Im Anhang der vollst. Gesetzestext mit Erlassen.- Wien: Verlag Jungbrunnen, 1963, 52 S.